# Sungai Sook
Der Sook (mal. Sungai Sook) oder Sook River ist ein Fluss im malaysischen Bundesstaat Sabah auf Borneo. Er entspringt in der Bergregion des Trus Madi Range im Landesinneren von Sabah und mündet in der Nähe von Keningau in den Sungai Pegalan. Der Sook mit seinen Nebenflüssen entwässert ein Gebiet von 1684 km².

## Geologie
Der Sungai Sook ist das zentrale Abflusssystem für die Sook-Hochebene. 22 % der Wassermenge des Sungai Padas entstammt dem Einzugsgebiet des Sungai Sook, welche über den Sungai Pegalan dem Padas zuströmt. Der Fluss strömt überwiegend durch ehemals lakustrine, alluviale Sedimente.